# برایان هانسن (ورزشکار)
برایان هانسن (انگلیسی: Brian Hansen؛ زادهٔ ۳ سپتامبر ۱۹۹۰) اسکیت‌باز سرعت اهل ایالات متحده آمریکا است.